# ألباريتو
ألباريتو (بالإيطالية: Albareto)‏ هي بلدية في مقاطعة بارما في إقليم إميليا رومانيا الإيطالي.

## السكان
في سنة 1861 بلغ عدد السكان 3٬905 نسمة، وتطور العدد ليصل في سنة 2011 لـ 2٬165 نسمة.
يظهر هذا المخطط البياني تطور النمو السكاني لـ ألباريتو